# Pematang Guntung
Pematang Guntung is een bestuurslaag in het regentschap Serdang Bedagai van de provincie Noord-Sumatra, Indonesië. Pematang Guntung telt 3427 inwoners (volkstelling 2010).